# Entpolitisierung
Entpolitisierung ist ein Begriff der Politikwissenschaft. Er bezeichnet ein abnehmendes oder abgenommenes Interesse an Politik, darüber hinaus sowohl Sprechakte, die einen politisch gestaltbaren Sachverhalt als unveränderbar und unbeeinflussbar beschreiben, als auch die von solchen Sprechakten hervorgerufene Akzeptanz. Ein Gegenbegriff ist Politisierung.

## Folgen
Zu den möglichen Folgen einer Entpolitisierung zählen die Ausblendung von Konflikten und die Unsichtbarmachung von illegitimen, kritisierbaren und kontingenten Herrschaftsverhältnissen. Durch Entpolitisierung werden Sachverhalte, etwa Entscheidungen von Herrschaftsträgern, als alternativlos dargestellt und hingenommen. Durch Entpolitisierung kann in einer Demokratie eine politische Materie der politischen Diskussion und Gestaltung entzogen werden. Entpolitisierung zählt zu den Herrschaftsinstrumenten und zu den Möglichkeiten gezielter und verdeckter Manipulation. Diskutiert werden Prozesse der Entpolitisierung insbesondere im Zusammenhang mit den Begriffen Postdemokratie und Invertierter Totalitarismus.